# Пытцам (Увинский район)
Пытцам — деревня в Увинском районе Удмуртии, входит в Новомултанское сельское поселение. Находится в 17 км к северу от посёлка Ува и в 70 км к северо-западу от Ижевска.